# Heroes Reborn (mini-série)
Ne doit pas être confondu avec Heroes Reborn.
Heroes Reborn ou Les Héros : Le Retour au Québec est une mini-série américaine en treize épisodes de 42 minutes, faisant suite à la série télévisée Heroes (2006-2010), diffusée en simultané du 24 septembre 2015 au 21 janvier 2016 sur le réseau NBC aux États-Unis et sur le réseau Global au Canada.
En France et en Suisse, la série a été diffusée du 5 janvier 2016 au 9 février 2016 sur Syfy France, et au Québec, elle est disponible depuis le 15 avril 2016 sur le service Club Illico. Elle reste inédite dans les autres pays francophones.

## Synopsis
Cinq ans après les derniers évènements de Heroes, un attentat terroriste fait de nombreuses victimes à Odessa, au Texas. Quentin Frady, un théoricien, veut sauver sa sœur accusée de faire partie des terroristes. Pour cela, il mettra tout en œuvre pour retrouver la seule personne qui aura les réponses à toutes ses questions, Noé Bennet.
En parallèle, des personnes ordinaires se découvrent des pouvoirs extraordinaires.

## Distribution

### Acteurs principaux
- Jack Coleman (VF : Hervé Jolly) : Noah Bennet
- Zachary Levi (VF : Alexandre Gillet) : Luke Collins (en)
- Robbie Kay (VF : Rémi Caillebot) : Tommy Clark
- Kiki Sukezane (VF : Adeline Chetail) : Otomo Miko
- Ryan Guzman (VF : Anatole de Bodinat) : Carlos Gutierrez
- Rya Kihlstedt (VF : Juliette Degenne) : Erica Kravid
- Gatlin Green (de) (VF : Zina Khakhoulia) : Emily Duval
- Henry Zebrowski (en) (VF : Xavier Béja) : Quentin Frady
- Judith Shekoni (VF : Marie-Ève Dufresne) : Joanne Collins
- Danika Yarosh (VF : Noémie Orphelin) : Malina

Photos des acteurs principaux
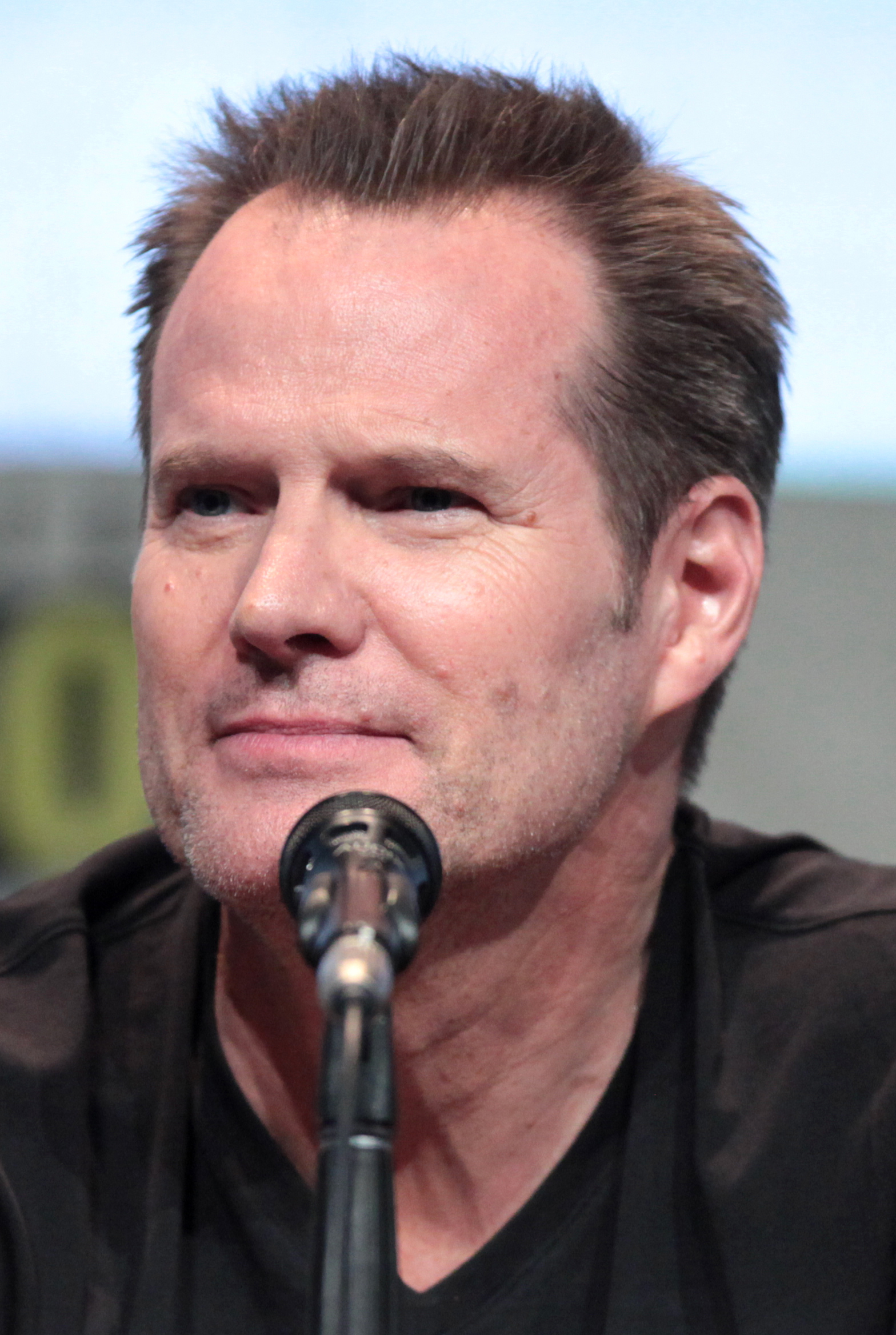
Jack Coleman interprète Noah Bennet.
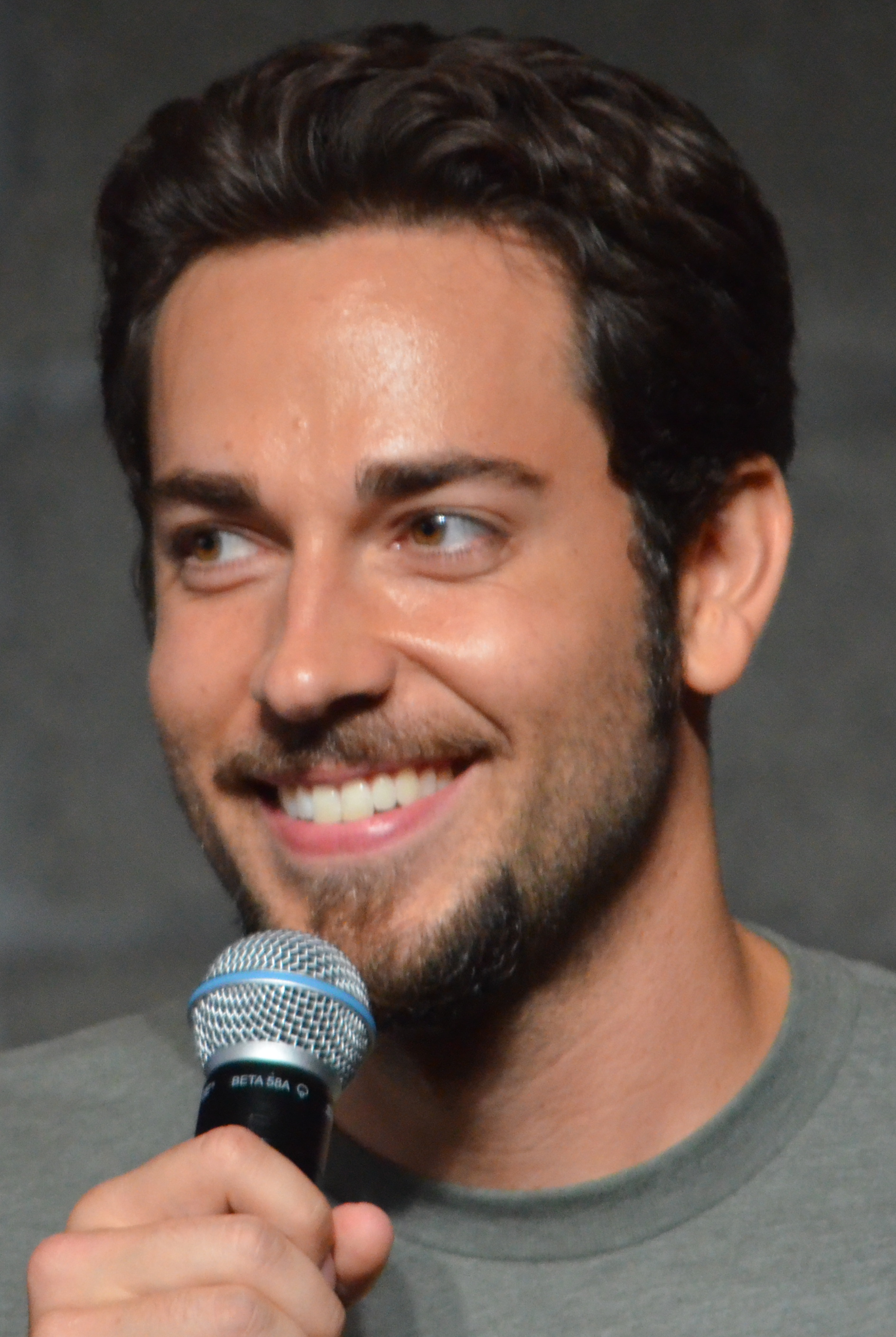
Zachary Levi interprète Luke Collins (en).
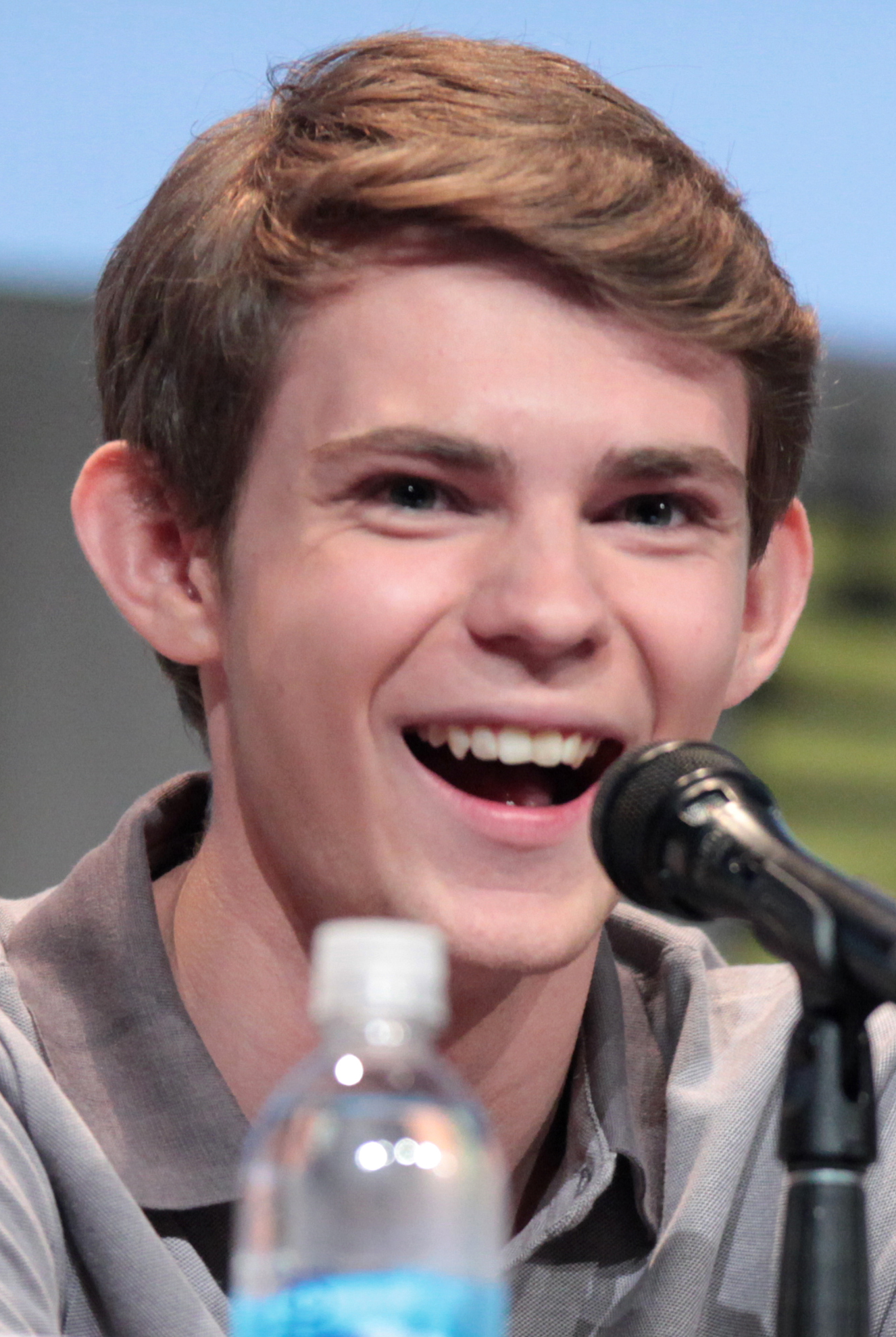
Robbie Kay interprète Tommy Clark.
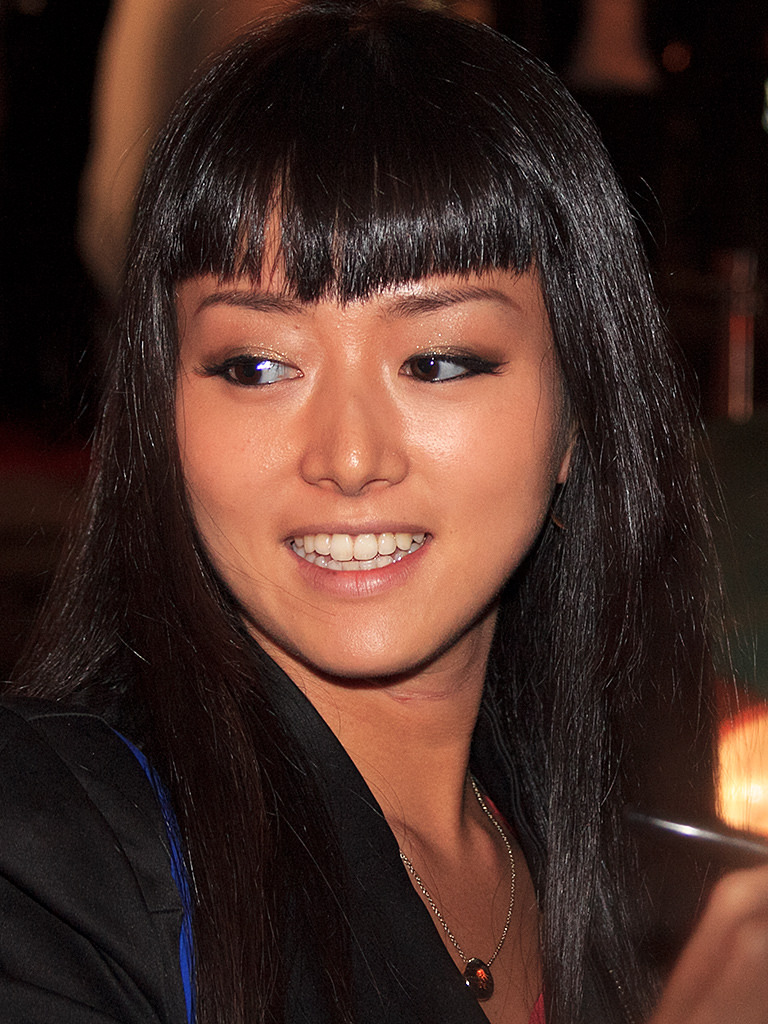
Kiki Sukezane interprète Otomo Miko.
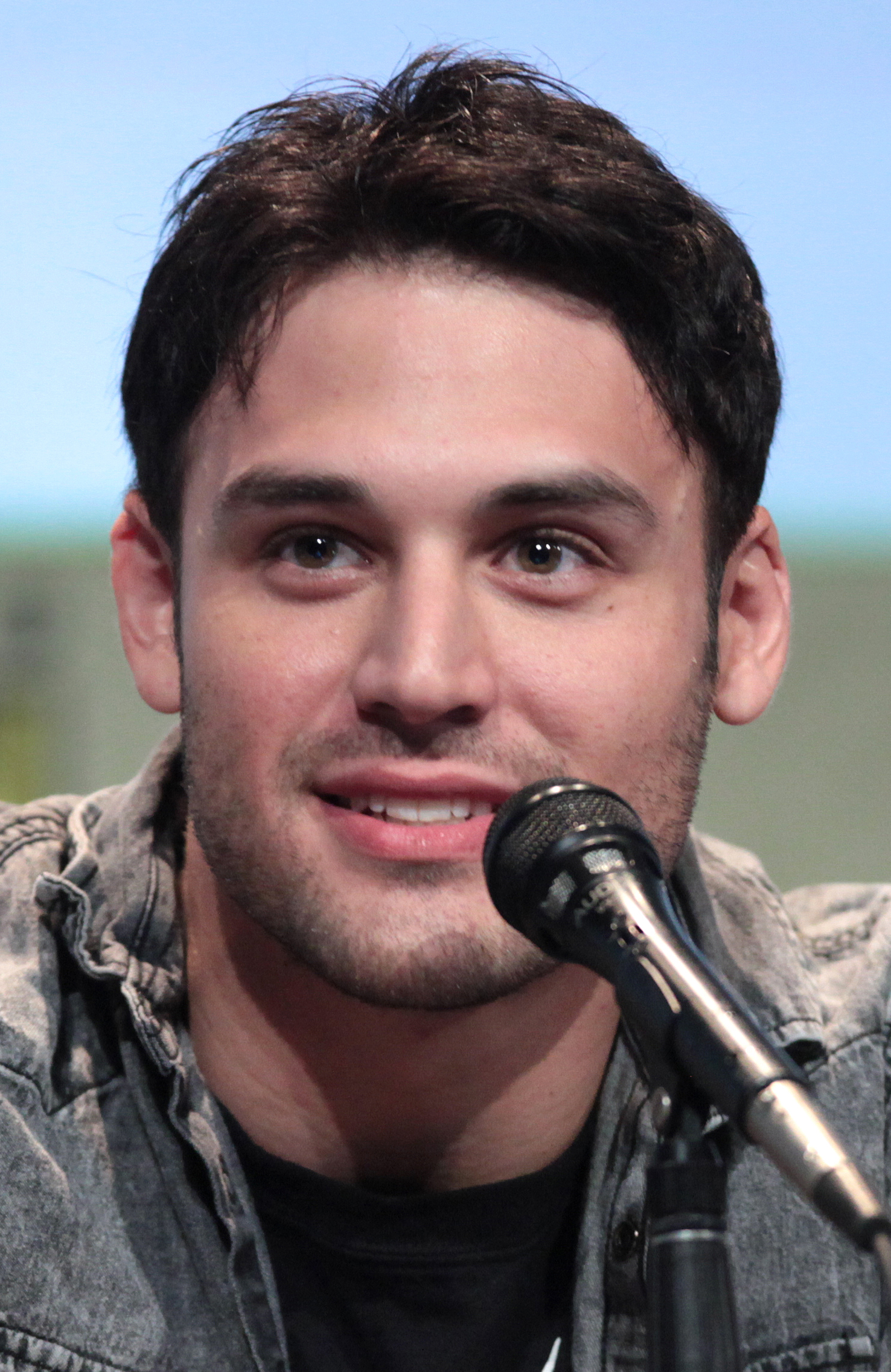
Ryan Guzman interprète Carlos Gutierrez.
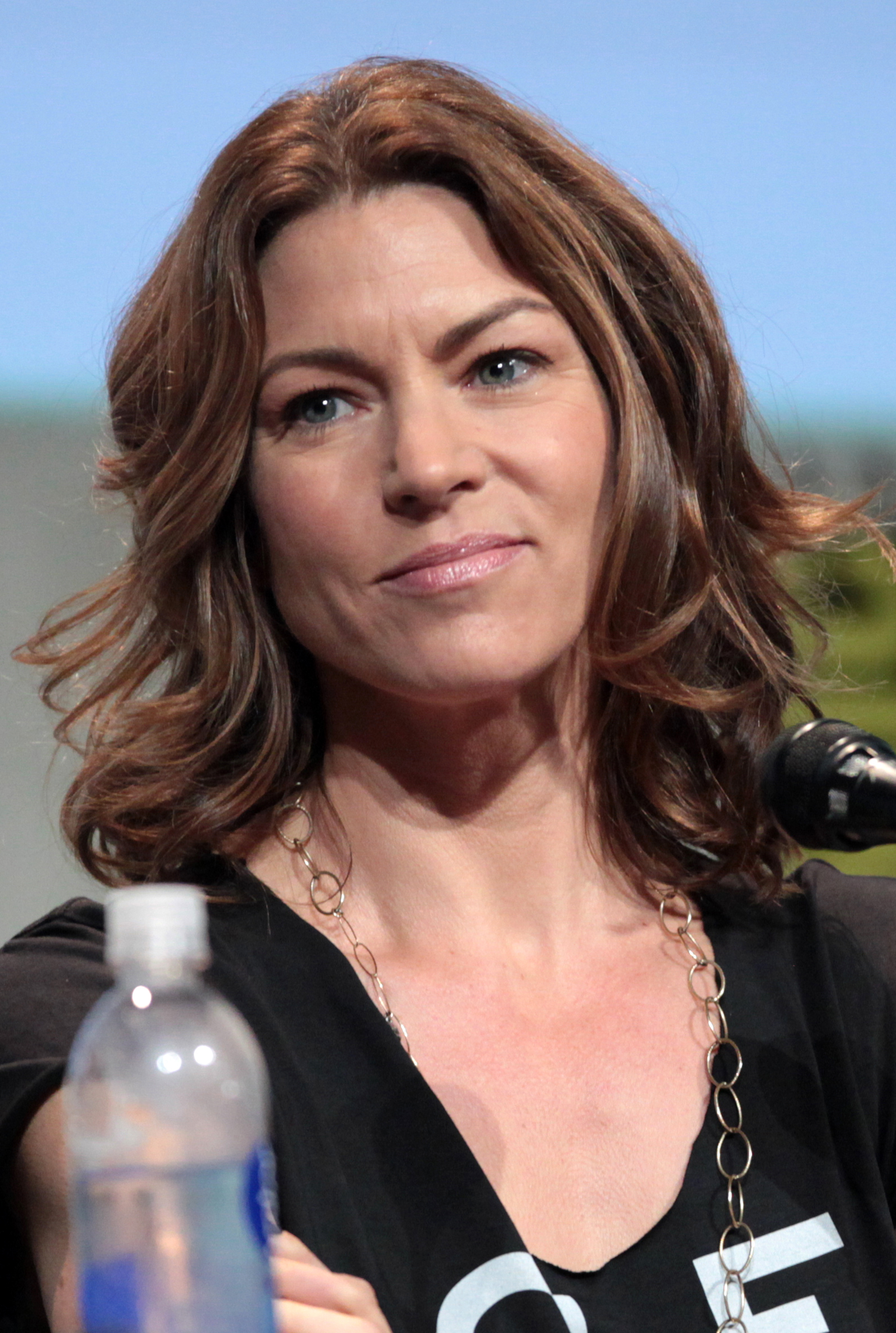
Rya Kihlstedt interprète Erica Kravid.
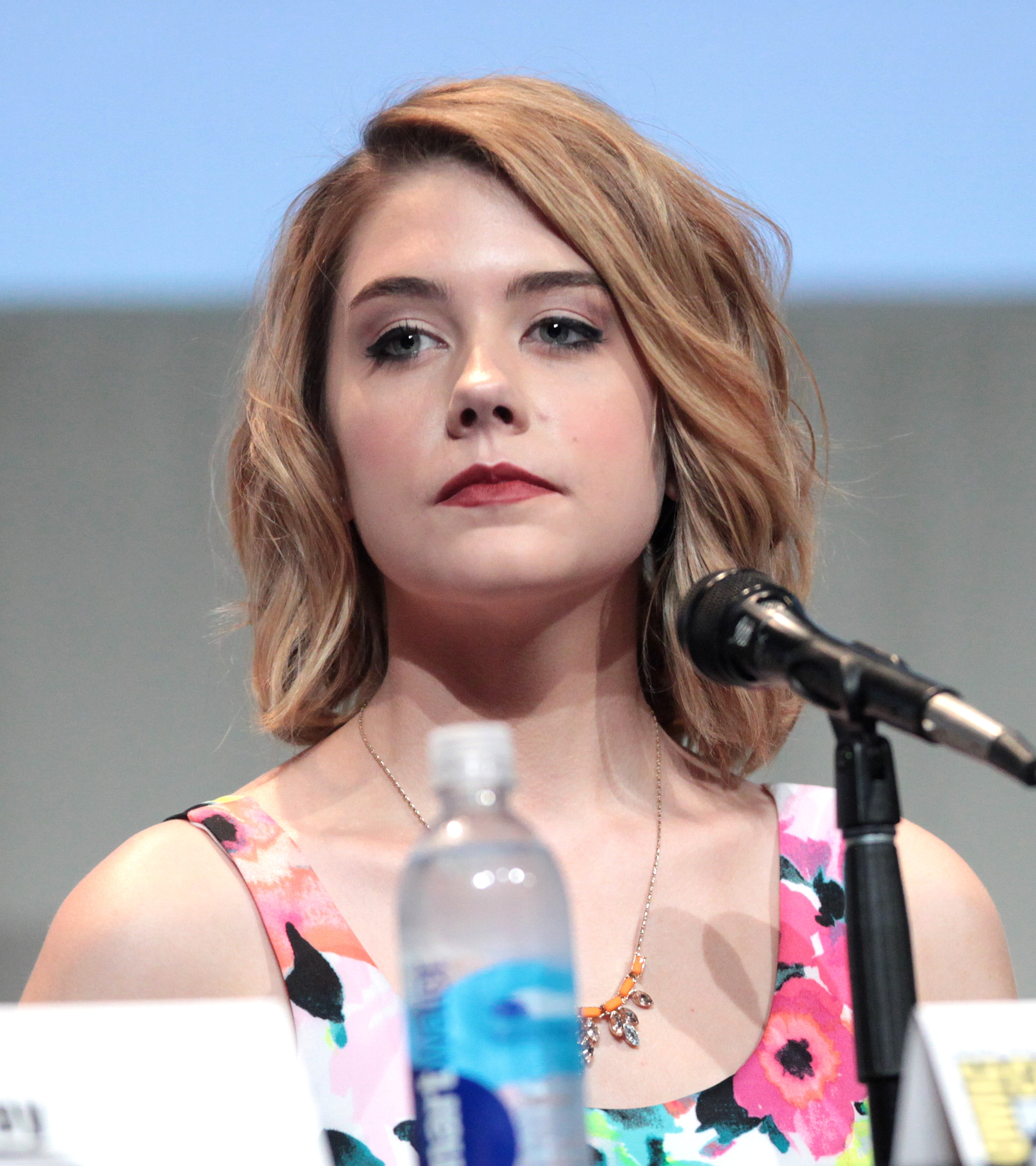
Gatlin Green (en) interprète Emily Duval.
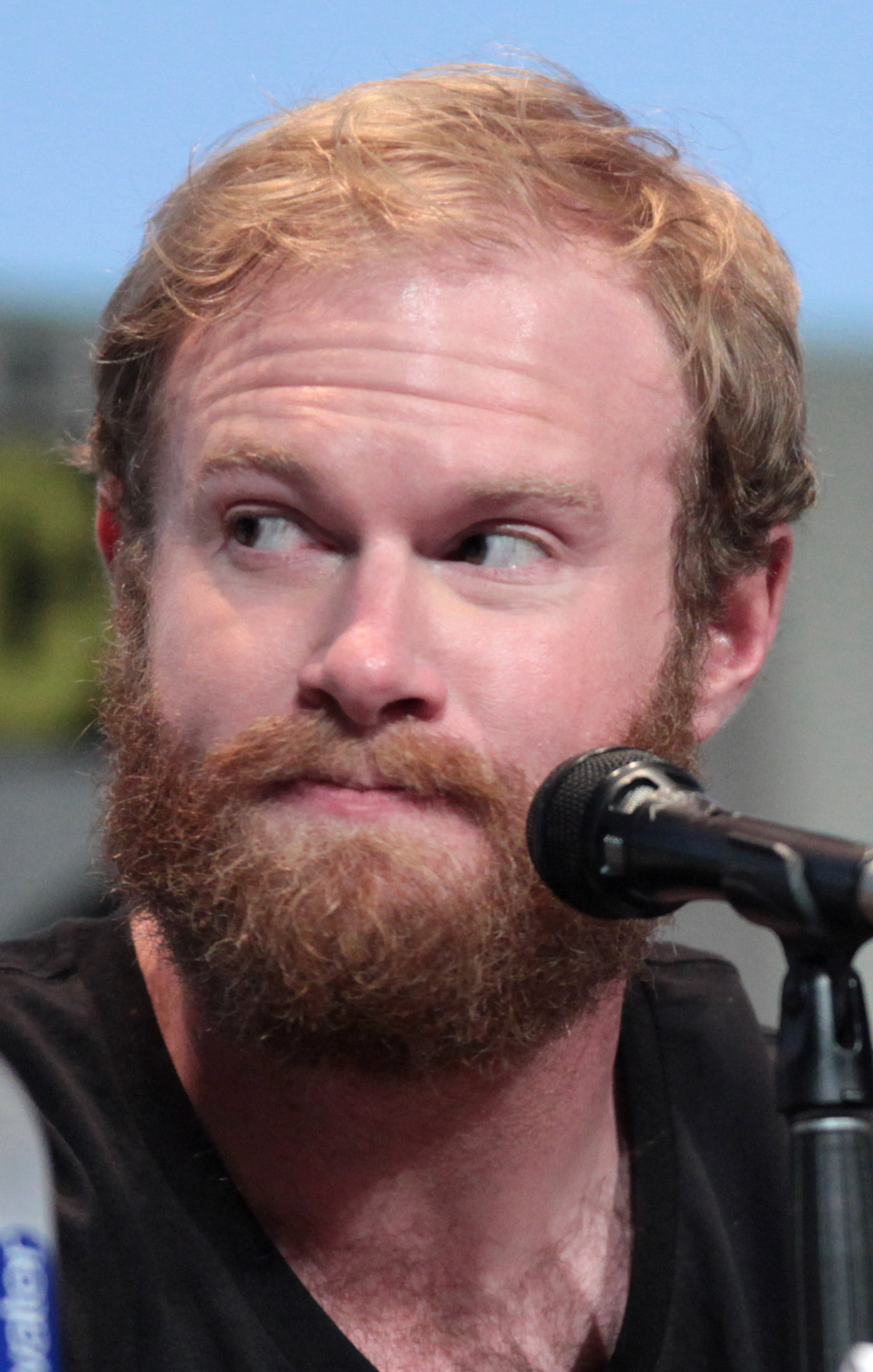
Henry Zebrowski (en) interprète Quentin Frady.
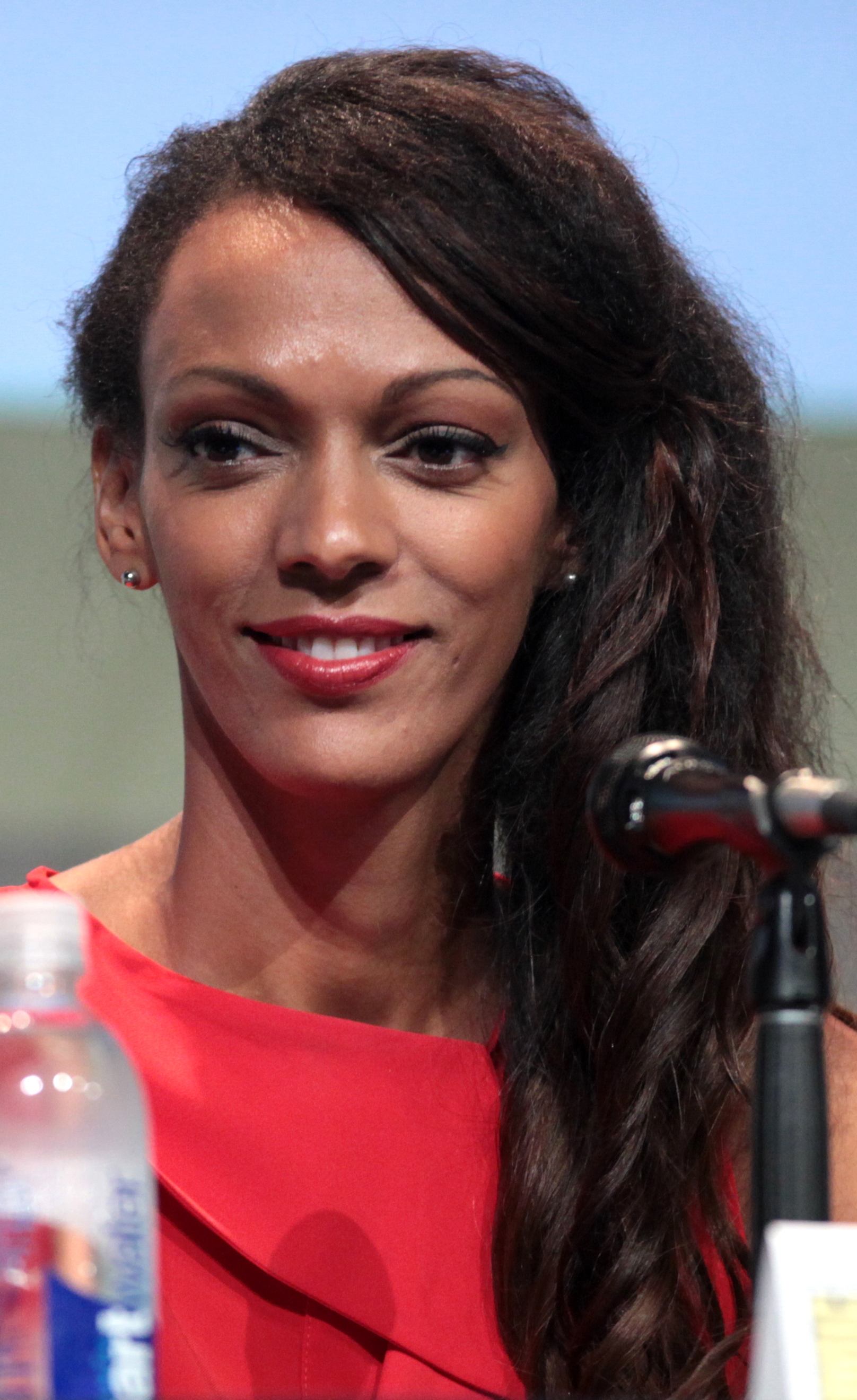
Judith Shekoni interprète Joanne Collins.
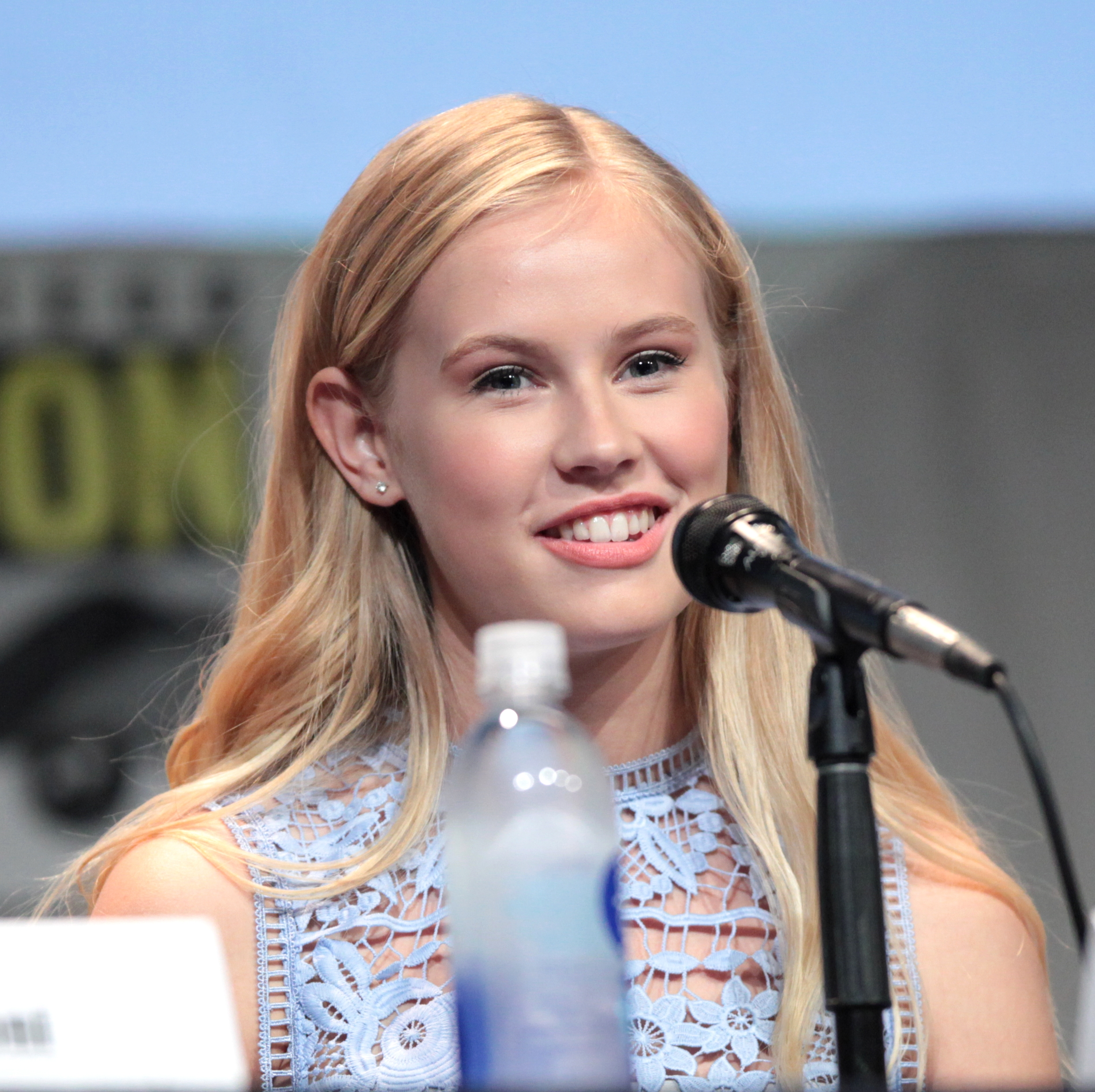
Danika Yarosh interprète Malina

### Acteurs récurrents
- Toru Uchikado (VF : Dimitri Rougeul) : Ren Shimosawa (10 épisodes)
- Krista Bridges (VF : Marie-Madeleine Burguet-Le Doze) : Anne Clark (10 épisodes)
- Aislinn Paul (en) (VF : Alexia Papineschi) : Phoebe Frady (10 épisodes)
- Clé Bennett (VF : Emmanuel Gradi) : Harris Prime (9 épisodes)
- Nazneen Contractor (VF : Pamela Ravassard) : Farah Nazan (9 épisodes)
- Eve Harlow (VF : Alice Taurand) : Taylor Kravid (9 épisodes)
- Hiro Kanagawa (VF : Philippe Catoire) : Otomo Hachiro (8 épisodes)
- Lucius Hoyos : Jose Gutierrez (8 épisodes)
- Pruitt Taylor Vince (VF : Paul Borne) : Casper Abraham (7 épisodes)
- Michael Therriault (en) (VF : Jérôme Frossard) : Richard Schwenkman (7 épisodes)
- Jimmy Jean-Louis (VF : Bruno Henry) : René, l'Haïtien (6 épisodes)
- Sendhil Ramamurthy (VF : Stéphane Fourreau) : Dr Mohinder Suresh (6 épisodes)
- Francesca Eastwood (VF : Anne-Charlotte Piau) : Molly Walker (en) (5 épisodes)
- Greg Grunberg (VF : Pierre Tessier) : Matt Parkman (5 épisodes)
- Dylan Bruce (VF : Thibaut Belfodil) : le capitaine James Dearing (5 épisodes)
- Carlos Lacamara : le père Mauricio (5 épisodes)
- Masi Oka (VF : William Coryn) : Hiro Nakamura (4 épisodes)
- Noah Gray-Cabey : Micah Sanders (4 épisodes)
- Jake Manley (VF : Arnaud Laurent) : Brad (4 épisodes)
- Nesta Marlee Cooper : Dahlia (4 épisodes)
- Marianne Farley : Julia (4 épisodes)
- Cristine Rose (VF : Frédérique Cantrel) : Angela Petrelli (3 épisodes)
Version française
  - Société de doublage : Mediadub International[9],[10]
  - Direction artistique : Annabelle Roux[9]
  - Adaptation des dialogues : Jean-Hughes Courtassol, Thibault Longuet et Vanessa Azoulay[10]

 Source et légende : version française (VF) sur RS Doublage , Doublage Séries Database et selon le carton du doublage français télévisuel.
 Sauf indication contraire, les informations mentionnées dans cette section peuvent être confirmées par la base de données cinématographiques IMDb,  présente dans la section « Liens externes ».

## Production

### Concept
La série devrait se « reconnecter avec les éléments d'origine de la première saison » au cours de laquelle des personnes sans histoire se découvraient des superpouvoirs. La diffusion sera précédée d'une mini web-série qui présentera les nouveaux personnages au cœur de Heroes Reborn.

### Développement
Le 22 février 2014, NBC annonce le retour de Heroes par une mini-série de treize épisodes, intitulée Heroes Reborn et le créateur de la série originelle, Tim Kring, revient en tant que producteur exécutif.
Le premier teaser de la série, d'une durée de seize secondes, est diffusé lors du Super Bowl XLIX,.
Une websérie prélude de six épisodes d'environ sept minutes intitulée Dark Matters a été diffusée entre le 9 juillet 2015 et le 22 juillet 2015 sur le site de NBC aux États-Unis.
En juillet 2015, le trailer officiel a été dévoilé au Comic-Con.[réf. nécessaire]
Le 13 janvier 2016, la série est officiellement annulée par la chaîne.

### Attribution des rôles
En juin 2014, Jack Coleman est confirmé pour reprendre le rôle de Noah Bennet.
En janvier 2015, Zachary Levi rejoint à son tour la série dans un rôle principal non dévoilé.
Engagée sur la série Legends, Ali Larter ne revient pas dans la série. Il a également été confirmé que Zachary Quinto a refusé de reprendre son rôle de Sylar et Hayden Panettiere a donné la même réponse, étant engagée dans la série Nashville. Plus tard, c'est au tour de Milo Ventimiglia d'expliquer qu'il ne ferait pas son retour dans la série.
En mars 2015, Robbie Kay, Danika Yarosh, Judith Shekoni, Kiki Sukezane, Henry Zebrowski, Ryan Guzman ainsi que Gatlin Green sont officiellement confirmés au casting de la série dans un rôle non dévoilé et Masi Oka est annoncé pour reprendre son rôle de Hiro Nakamura le temps de quelques épisodes.
En avril 2015, Jimmy Jean-Louis est confirmé pour reprendre son rôle de L'Haïtien. Rya Kihlstedt est engagée pour intégrer la distribution principale dans un rôle non dévoilé, puis Eve Harlow, Francesca Eastwood et Pruitt Taylor Vince, pour des rôles récurrents non dévoilés.
En mai 2015, Greg Grunberg est confirmé pour reprendre son rôle de Matt Parkman, puis Dylan Bruce (vu dans Orphan Black) rejoint la distribution dans un rôle non spécifié et Nazneen Contractor obtient un rôle récurrent.
En juin 2015, Sendhil Ramamurthy, Noah Gray-Cabey et Cristine Rose sont confirmés pour reprendre respectivement leur rôle du Dr Mohinder Suresh, Micah Sanders et Angela Petrelli. Plus tard, Aislinn Paul (en) décroche un rôle d'invité le temps d'un épisode.
En août 2015, lors d'une interview, Zachary Quinto déclare avoir voulu reprendre son rôle de Sylar et en avoir discuté avec Tim Kring mais qu'il n'a pu retrouver son personnage pour un problème d'emploi du temps.
En septembre 2015, Marianne Farley a obtenu le rôle de Julia.

### Tournage
Le tournage de la mini-série a débuté le 17 avril 2015 à Toronto.

### Fiche technique
- Titre original : Heroes Reborn
- Titre québécois : Les Héros : Le Retour
- Réalisation : Larysa Kondracki
- Scénario : Tim Kring
- Direction artistique : Matthew Davies
- Décors : Jim Lambie et Jaro Dick
- Costumes : Barbara Somerville
- Photographie : Alan Caso et Glen Keenan
- Montage : Tom Costantino et Shon Hedges
- Production exécutive : Peter Elkoff, Tim Kring et James Middleton
- Sociétés de distribution : NBC Universal Television
- Pays d'origine :  États-Unis
- Langue originale : anglais
- Format : couleur - 35 mm - 1,78:1
- Genre : dramatique, fantastique
- Durée : 42 minutes

 Sauf indication contraire, les informations mentionnées dans cette section peuvent être confirmées par la base de données cinématographiques IMDb,  présente dans la section « Liens externes ».

## Épisodes
1. Le Meilleur des mondes (Brave New World)
2. Odessa (Odessa)
3. Sous le masque (Under the Mask)
4. Pour sauver les siens (The Needs of Many)
5. Le Repaire du lion (The Lion's Den)
6. Game Over (Game Over)
7. 13 juin, première partie (June 13th: Part One)
8. 13 juin, deuxième partie (June 13th: Part Two)
9. Ice crime (Sundae, Bloody Sundae)
10. 11:53 pour Odessa (11:53 to Odessa)
11. Faites entrer les clones (Send in the Clones)
12. Les Cicatrices de la vie (Company Woman)
13. Projet Reborn (Project Reborn)

Source titres originaux,
Source des titres FR